# Augustiner-Chorherrenstift Fulnek

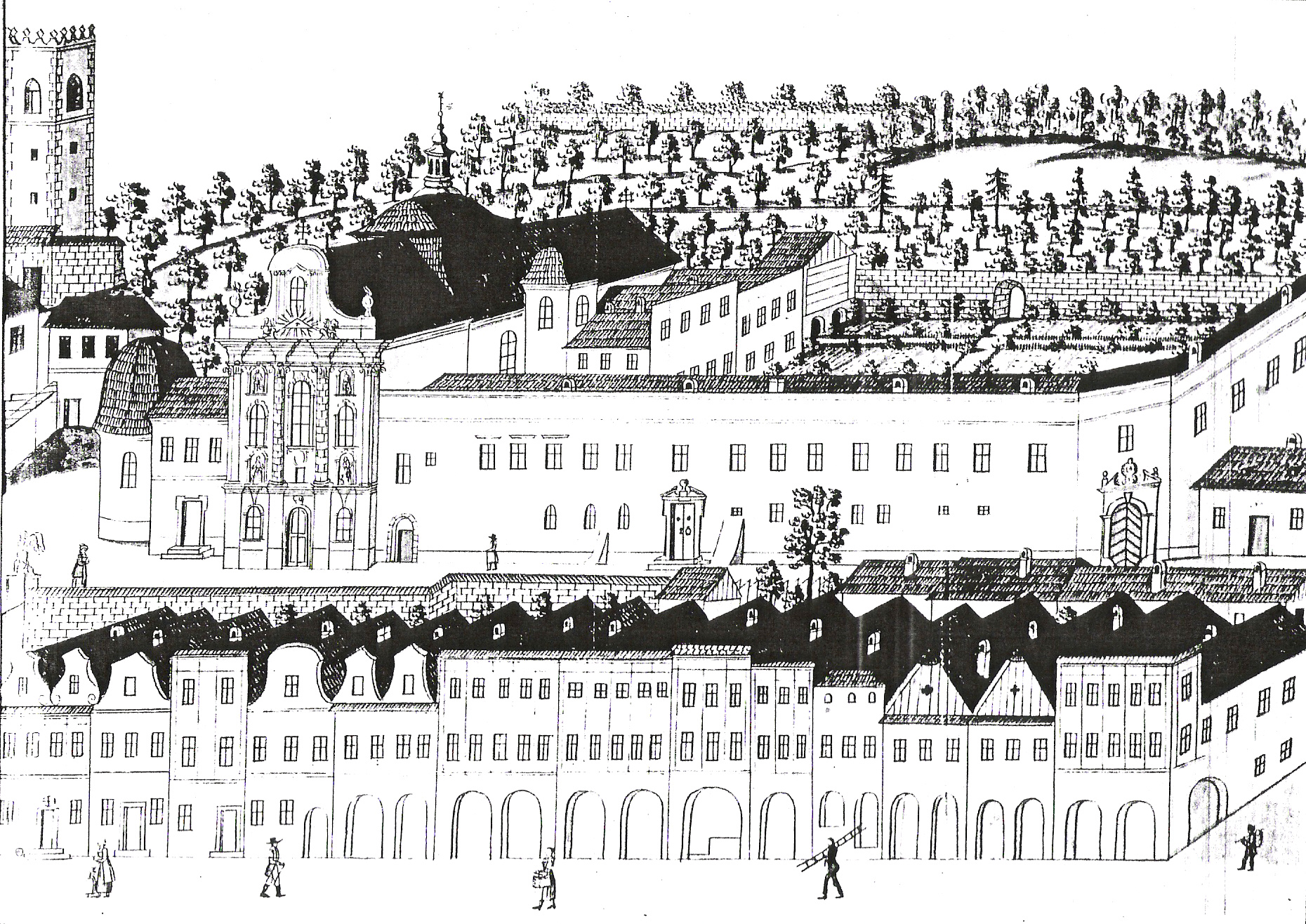
Ehemaliges Augustiner-Chorherrenstift Fulnek

Das ehemalige Augustiner-Chorherrenstift Fulnek (tschechisch Augustiniánský klášter ve Fulneku; lateinisch Monasterium Sanctissimae Trinitatis Canonicorum Regularium S. Augustini in Fulnek) in Fulnek wurde im Jahre 1389 gegründet. Die bereits bestehende, den hll. Philippus und Jakobus geweihte Pfarrkirche, wurde mit dem Patrozinium Heilige Dreifaltigkeit umgewidmet. Das Stift gehörte zum Bistum Olmütz im Olmützer Kreis in Mähren. Das Areal des ehemaligen Klosters steht unter Denkmalschutz.

## Geschichte
Das Chorherrenstift Fulnek wurde mit Zustimmung des Olmützer Bischofs Nikolaus von Riesenburg am 29. September 1389 von Beneš (III.) von Krawarn auf Mährisch Krumau für das Seelenheil seines Vaters Drslav von Krawarn, seiner Mutter Elisabeth/Eliška, geborene von Sternberg und seines Onkels Jan/Ješek (I.) von Krawarn gestiftet. Es sollte einen Propst und acht Kanonikern umfassen. Zwei Jahre später erweiterten der Bruder des Gründers, Latzek/Lacek (I.) von Krawarn auf Helfenstein (1348–1416) und dessen Sohn Jan († 1394) die Stiftung um vier weitere Kanoniker, so dass die Kommunität einschließlich des Propstes aus dreizehn Chorherren bestand. Da dem Propst auch die Seelsorge in der Stadt Fulnek oblag, deren Zugehörigkeit bis 1480 mehrmals zwischen Mähren und dem přemyslidischen Herzogtum Troppau wechselte, mussten die Pröpste vom Bischof auch als Pfarrer von Fulnek bestätigt werden.
Beim Überfall auf Fulnek durch die Hussiten 1426/27 erlitt auch das Chorherrenstift große Schäden. Während der Hussitenkriege sank die Anzahl der Kanoniker beträchtlich, ebenso die klösterliche Disziplin. Ein Aufschwung konnte erst Ende des 15. und Anfang des 16. Jahrhunderts unter dem Propst Cyrillus verzeichnet werden. Damals wurde die Stiftskirche instand gesetzt und das Konventsgebäude mit Kreuzgang errichtet. In der zweiten Hälfte des 16. Jahrhunderts kam es zu einem Verfall der Sitten, auch weil sich einige Kanoniker infolge der Reformation dem Luthertum zuwandten. Erst unter dem Propst Peter Littmann (1571–1586) konnten die Missstände beseitigt werden. Die nachfolgenden kriegerischen Ereignisse brachten Stadt und Stift in große Bedrängnis. Vor dem Langen Türkenkrieg zog die Kaiserliche Armee 1594 aus Schlesien durch das Fulneker Gebiet, wo Heerlager aufgeschlagen wurden. Im Dreißigjährigen Krieg folgten Plünderungen und Zerstörungen sowie Stadtbrände durch schwedische Truppen. Danach wurden die Kloster- und Wirtschaftsgebäude sowie die Stiftskirche instand gesetzt, und auch die klösterliche Disziplin besserte sich; die Anzahl der Kanoniker erreichte die vorgegebene Höchstzahl. Wohl deshalb erteilte Papst Clemens X. 1672 dem Propst Paul Burgmann die Pontifikalien. Am 28. August 1695 vernichtete ein Feuer Teile der Stadt sowie die Klostergebäude und die Stiftskirche der Heiligen Dreifaltigkeit. Sie wurde unter Propst Johann Kasimir Barwig, der 1747–1760 amtierte, neu errichtet.
Am 21. September 1784 wurde das Chorherrenstift Fulnek durch die Josephinischen Reformen aufgehoben. Zu diesem Zeitpunkt lebten im Stift zwölf Kanoniker. Sie wurden in den vormals stiftseigenen Dörfern Petersdorf, Altdorf, Bielau, Tyrn und Luck als Pfarrseelsorger eingesetzt. Das gesamte Klostergut wurde dem Religionsfonds zugewiesen, der daraus ein Staatsgut mit dem Verwaltungssitz in Luck bildete. Dort wurden eine Pfarrei eingerichtet und der Pfarrhof und die Schule in den Herrschaftsgebäuden untergebracht.

## Pröpste
- 1389–1391 Johann († 1407)
- 1397–1399 Jakob/Jakub
- 1423–1426 Michael/Michal
- 1421–1423 Laurentius († 1438), vorher Propst in Lanškroun
- 1423–? Stanislaw
- 1446–1457 Nikolaus
- 1457–1484 Augustin
- 1484–1493 Laurentius
- 1496–1522 Cyrill, soll ein guter Wirtschafter gewesen sein, vermehrte die Einkünfte, die zum Aufbau der Gebäude eingesetzt wurden. Erwarb u. a. das Dorf Luck.
- 1522 Johann, gewählt, aber nicht bestätigt
- 1526–1528 Matthias, er baute die Höfe und modernisierte sie.
- 1535–1544 Sigmund
- 1546–1550 Johann
- 1552–1554 Hieronymus/Jarolim
- 1554 Jakob/Jakub, gewählt, nahm die Wahl nicht an. Pfarrer von Hnojice
- 1556–1557 Stephan/Štěpán, abgesetzt und eingekerkert, floh nach Oberungarn
- 1558–1559 Johann Kunz, war verheiratet und floh nach Böhmen
- 1559–1564 Georg Schimberg, häufte große Schulden an und wurde vom Bischof gemahnt, Gebäude und Höhe instand zu setzen; schließlich wurde er in Hochwald eingekerkert und danach ausgewiesen
- 1564 Thomas Pesska, Administrator
- 1564–1566 und 1568 Gregor Slomiensky, Administrator; war bemüht, die Schulden zu reduzieren und das verwahrloste Stift wieder hochzubringen.
- 1570 Thomas, Prior und Administrator
- 1571–1586 Peter Littmann, aus Neisse († 1590)
- 1587–1592 Johann von Weitersfeld, 1592–1612 Propst von Olmütz
- Johann Bohuš/Bohusius von Welwarky, Pfarrer in Neutitschein
- Thomas Schiller, Prämonstratenser des Klosters Hradisch, 1609–1611 Pfarrer von Köllein
- 1625–1636 Georg Ludwig Slacher Administrator
- 1642–1651 Alexander Ginani von Pissauro, 1632–1658 zugleich Propst von Sternberg
- 1651 Alexander Dirre, gewählt 23. September 1651, vom Bischof nicht bestätigt
- 1652–1671 Paul Burgmann, aus Fulnek
- 1672–1683 Matthias Augustin Richter, aus Fulnek
- 1684–1692 Ignatius Johann Gebel
- 1692–1994 Augustin Irmler, aus Proßnitz
- 1694–1698 Gottfried Gerhard Tham, Doktor der Theologie
- 1698–1710 Augustin Andreas Schmied, aus Fulnek
- 1711–1729 Philipp Bernhard Lerch, aus Olmütz
- 1729–1745 Franz-Xaver Gold, aus Fulnek
- 1746–1747 Philipp Franz
- 1747–1760 Kasimir Johann Barwig, aus Proßnitz
- 1760–1778 Kasimir Wolny, aus Mistek
- 1778–1784 Dominik Ambrosini, aus Freiberg